# Simulium gariepense
Simulium gariepense is een muggensoort uit de familie van de kriebelmuggen (Simuliidae). De wetenschappelijke naam van de soort is voor het eerst geldig gepubliceerd in 1953 door Botha de Meillon.